# Midgard
Pour les articles homonymes, voir Midgard (homonymie).
Ne doit pas être confondu avec Mittgart.

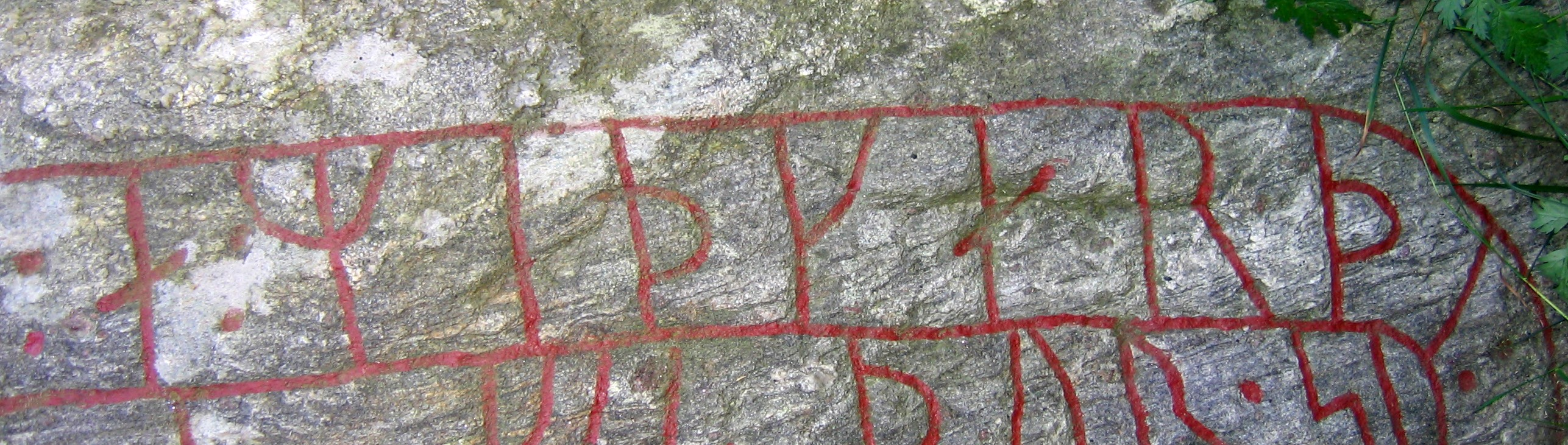
Ces runes, a:miþkarþi, du vieux norrois á Miðgarði, qui signifie littéralement en français « dans Midgard » (« en Terre du milieu ») sont inscrites sur la (Sô 56) dans le comté de Södermanland, en Suède.

Midgard, forme anglicisée du vieux norrois Miðgarðr, en vieil anglais Middangeard, en suédois et en danois Midgård, et en vieux saxon Middilgard, littéralement « cour médiane » est le nom de la Terre (au sens d’écoumène) habitée par et connue des humains dans la cosmologie germanique primitive, et plus précisément l'un des neuf mondes de la mythologie nordique.

## Étymologie
Ce nom apparaît dans la littérature du vieux norrois comme Miðgarðr. En vieux saxon, l’Heliand apparaît comme Middilgard et dans le poème Muspilli en vieux haut-allemand, il apparaît comme Mittilagart. La forme gothique Midjungards est attestée dans l'Évangile de Luc par une traduction du mot grec écoumène. Le mot est présent dans l'épopée et la poésie du vieil anglais sous la forme de Middangeard ; plus tard transformé en Middellærd ou Mittelerde (« Terre du milieu ») dans la littérature du Moyen anglais.
Toutes ces formes sont issues d'un germanique commun *midja-gardaz (*meddila-, *medjan-), un composé de *midja- « milieu » et de *gardaz, yard « enclos ».
Dans la cosmologie germanique primitive, le terme se trouve à côté de world (en vieil anglais weorold, en vieux saxon werold, en vieux haut-allemand weralt, en vieux frison warld et en vieux norrois verǫld), à partir d'un composé germanique commun, *wira-alđiz, littéralement « l’ère des hommes ».

## Vieux norrois
Dans la mythologie nordique, Midgard est un royaume et fait partie des neuf mondes (le seul visible par l’Homme, les autres royaumes susceptibles de croiser Midgard étant presque tous invisibles).
Situé quelque part au milieu d’Yggdrasil, Midgard se trouve entre le pays de Niflheim (la terre de glace) au nord et Muspellheim (la terre de feu) au sud. Midgard est entouré d'un monde d'eau, ou d’un océan, infranchissable. L'océan est habité par le grand serpent de mer Jörmungandr (Miðgarðsormr), qui est si grand qu'il peut encercler le monde entier avec sa propre queue. Le concept est similaire à celui de l’Ouroboros. Midgard était également relié à Asgard, la maison des dieux, par le Bifröst, le pont arc-en-ciel, gardé par Heimdallr.
Dans la mythologie nordique, Miðgarðr s'appliqua de la muraille autour du monde que les dieux construisirent à partir des sourcils du géant Ymir pour se défendre contre les Jotuns qui vivaient à Jotunheim, à l'est de Manheimr, la « maison des hommes ». Ce terme était utilisé pour désigner l'ensemble de l'humanité. Les dieux ont abattu le géant Aurgelmir (Ymir, le premier être créé) et ont placé son corps dans les abîmes de l'univers, créant le monde à partir de son corps : sa chair constituant la terre, son sang, les océans, ses os, les montagnes, ses dents, les falaises, ses cheveux, les arbres et son cerveau, les nuages. On dit que le soleil, la lune et les étoiles étaient des étincelles dispersées en lui.

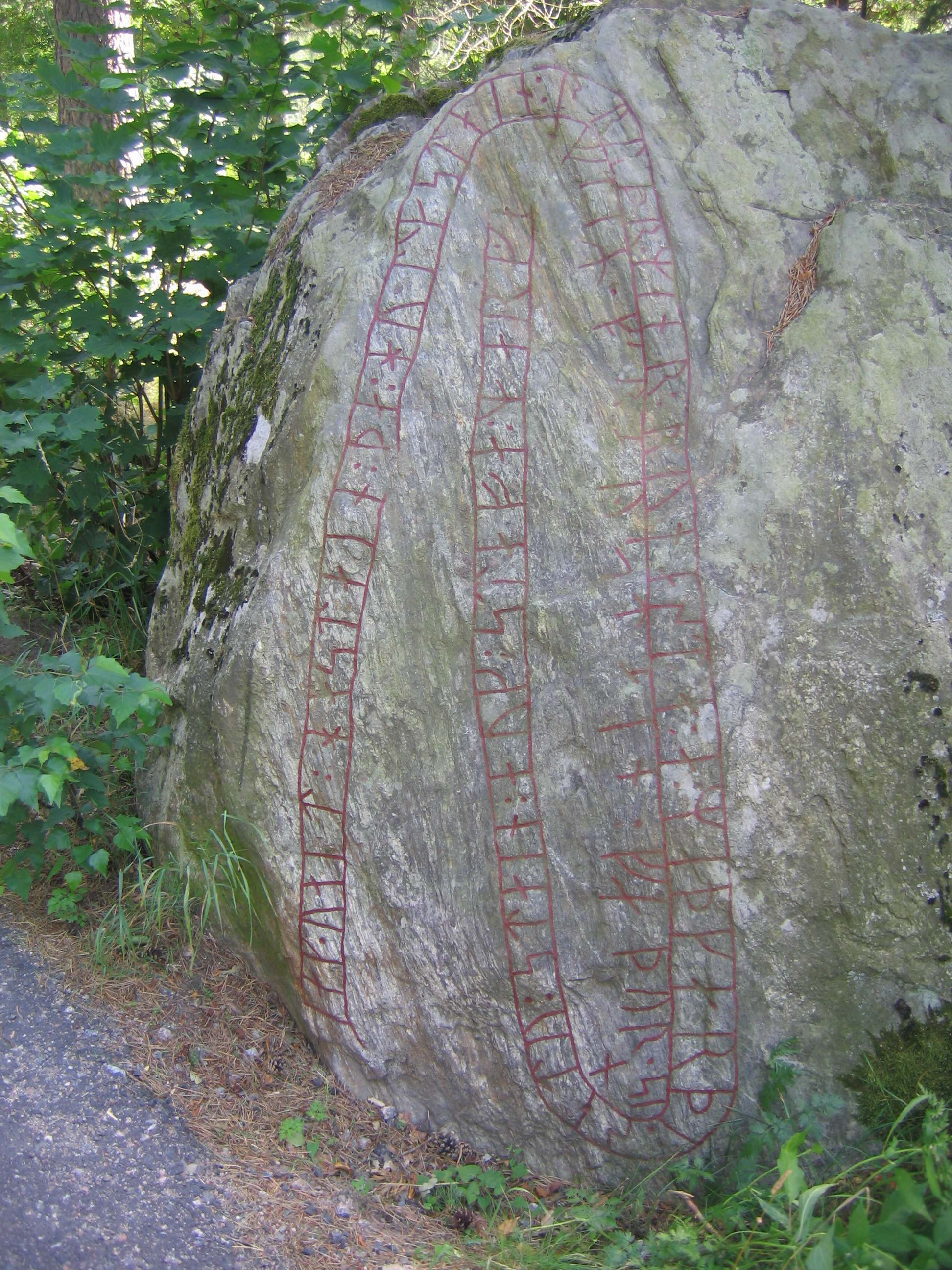
La pierre runique de Fryby.

Les deux manuscrits Eddas annoncent la destruction de Midgard durant le Ragnarök, l’ultime bataille avant la fin du monde. Jörmungandr s’élèvera des océans, répandant son venin dans les terres et les mers, provoquant la montée des eaux et la submersion des terres. Le champ de bataille du Vígríd accueillera l’ultime bataille, celle qui détruira Midgard et toute forme de vie. Les eaux submergeront les terres, donnant naissance à un nouveau cycle, et les terres referont surface plus fertiles et plus verdoyantes.
Bien que la plupart des exemples qui subsistent de ce mot se réfèrent à des questions spirituelles, il a également été utilisé dans des situations plus banales, comme dans le poème runique de l’ère viking dont l'inscription est Sô 56 :
| Iak væit Hastæin þa Holmstæin brøðr, mænnr rynasta a Miðgarði, sattu stæin ok stafa marga æftiR Frøystæin, faður sinn. | Je connais Hásteinn et je connais son frère Holmsteinn, les hommes les plus experts en matière de runes dans l’enceinte du milieu ont déposé une pierre et nombre de lettres en mémoire de Freysteinn, leur père. |

Le vieux norrois Miðgarðr a donné naissance au terme Midgård ou Midgaard en danois et en suédois, au terme Midgard ou Midgård en norvégien, ainsi qu’au terme Miðgarður en islandais et en féroïen.

## Vieil et moyen anglais
Le terme middangeard apparaît près de six ou sept fois dans le poème épique anglais Beowulf, et est semblable au terme Midgard en vieux norrois. Le sens du terme équivaut à celui du terme grec Écoumène, relatif à une terre connue et peuplée.
Midgard est un concept récurrent dans la littérature anglaise du moyen anglais. L’association avec le mot terre (OE eorðe) en moyen anglais, middellærd et middelerde provient de la fausse étymologie. La continuité de geard (enclos) est yard (jardin) ou gaard (jardin clos en néerlandais). L’un des premiers exemples de cette transformation provient de l’Ormulum :
þatt ure Drihhtin wollde / ben borenn i þiss middellærd
où notre Seigneur voulut /naître en cette Terre du milieu
J. R. R. Tolkien, de par son roman Le Seigneur des anneaux et ses autres œuvres de fantasy, a popularisé le terme « enceinte du milieu » ou « Terre du milieu » en tant que lieu. Il a d’abord puisé son inspiration dans l’ensemble de poèmes Crist, rédigé en vieil anglais, et lequel fait référence à middangeard et à Éarendel.

## Vieux haut-allemand
Mittilagart est mentionné dans l’œuvre de poésie Muspilli (v. 54[Quoi ?]), rédigée en vieux haut-allemand courant XIXe siècle, dans laquelle la terre est décrite comme l’opposée de la mer et du ciel.
muor varsuuilhit sih, suilizot lougiu der himil,
mano uallit, prinnit mittilagart
La mer est engloutie, les flammes brûlent le ciel,
La lune tombe, Midgard brûle

## Dans la culture populaire
Midgard est présent dans le roman Le Seigneur des anneaux de J. R. R. Tolkien, l'expression Middle-earth y est utilisé, cette expression apparaissant dans l'anglais moderne naissant, provenant du mot moyen anglais middel-erde (proche de l'allemand Mittelerde), lui-même issu du vieil anglais middanġeard (avec un g doux, qui se prononce comme un y). Le mot middanġeard apparaît à plusieurs reprises dans le poème Beowulf.
Middanġeard est issu d'un mot germanique plus ancien, et il possède donc des équivalents dans les langues parentes du vieil anglais, comme le vieux norrois Miðgarðr, issu de la mythologie nordique, translittéré en anglais moderne sous la forme Midgard.
À l'époque du moyen anglais, middanġeard est écrit de diverses façons : middellærd, midden-erde ou middel-erde. Ces légères variations orthographiques n'ont pas d'influence sur le sens général du mot, qui reste « clos du milieu » et non « terre du milieu ». Néanmoins, middangeard est communément traduit en « terre du milieu », tendance suivie par Tolkien.
Le jeu vidéo Jewel Master sorti en 1991 sur Sega Mega Drive (soit une décennie avant le premier film Seigneur Des Anneaux) mentionnait déjà dans son scénario un royaume, "monde" et/ou lieu nommé Mythgard dérivé directe de Midgard, dans le gameplay le joueur incarne le Jewel Master et utiliser des anneaux élémentaire pour combattre les légions de forces du mal envoyé par le Roi Démon, Jardine The Mad, les anneaux et Mythgard sont une référence profonde et directe aux romans de J. R. R. Tolkien et à la culture et mythologie nordique.
Dans le jeu vidéo 30XX, rogue-lite plateforme indépendant créé par Batterystaple Games, Midgard ou plutôt Segment Midgard est mentionné dans certaines entrées des archives datalore trouvables sur les terminaux de la zone Dustria, notamment l'entrée 2.